# Marcelo Bernardes
Marcelo Bernardes (Rio de Janeiro, 1 de maio de 1956) é um instrumentista brasileiro. Multiinstrumentista de sopros, atua em diversas tendências da música popular tocando flauta, flautim, clarinete, sax soprano, sax tenor.
Iniciou sua carreira profissional em 1973 integrando o grupo A Barca do Sol. Gravou junto com o grupo o disco homônimo pela Gravadora Continental, em Julho de 1974, produzido por Egberto Gismonti.
Acompanhou grandes nomes da música brasileira como Djavan, Moraes Moreira, Pepeu Gomes, Nana Caymmi e Maria Bethânia. Desde 1990, faz parte da banda de Chico Buarque, gravando e apresentando-se em todas as turnês do compositor, pelo Brasil e no exterior. 
Fez parte do grupo Udiyana Bandha, importante banda no cenário New Age, onde atuou desde 1995.
Em 2000, passou a integrar o grupo Choro na Feira, com o qual lançou o CD "Na cadência do samba".
Fez diversas participações com a banda de reggae carioca Ponto de Equilíbrio, inclusive nos show de lançamento do álbum Abre a janela, de 2007 e no primeiro DVD lançado pela banda em 2013, Juntos somos fortes - ao vivo.

## Discografia
- (1974) A Barca do Sol - A Barca do Sol
- (1995) Cosmic Roads - Udiyana Bandha
- (1996) India - Udiyana Bandha
- (2000) Matutú - Udiyana Bandha
- (2000) Na cadência do samba - Choro na Feira
- (2003) Chora na Feira - Choro na Feira
- (2005) Maxixes, pitombas e afins - Choro na Feira
- (2011) Pedra riscada - Choro na Feira